# Twentysomething
Twentysomething is het derde studioalbum van jazz-zanger Jamie Cullum. Het album werd in het Verenigd Koninkrijk op 20 oktober 2003 en in de VS op 11 mei 2004 op cd uitgegeven door Candid Records, UJC (Universal Classics and Jazz) en Verve Records en duurt 62 minuten en 53 seconden. De Engelse en Amerikaanse verschillen van elkaar. In Nederland en België heeft men meestal de versie uit Engeland.

## Tracks
Op de Engelse uitgave van Twentysomething staan 14 nummers. Op de bonuseditie staan 18 nummers. Op de Amerikaanse uitgave staan 15 nummers, waaronder twee nummers die niet op de Engelse versie staan: Frontin en High and dry. Deze staan wel op de Engelse bonuseditie. Op de gewone Engelse editie staat een nummer die niet op de Amerikaanse staat: Old devil moon. De bonustracks van de bonusuitgave zijn: Everlasting love, Frontin, Can't we be friends en High and dry.

### Engelse versie
1. "What a Difference a Day Made" (Stanley Adams en María Grever)
2. "These Are the Days" (Ben Cullum)
3. "Singing in the Rain" (Arthur Freed en Nacio Herb Brown)
4. "Twentysomething" (Jamie Cullum)
5. "But for Now" (Bob Dorough)
6. "Old Devil Moon" (Burton Lane en Yip Harburg)
7. "I Could Have Danced All Night" (Alan Jay Lerner en Frederick Loewe)
8. "Blame It on My Youth" (Oscar Levant en Edward Heyman)
9. "I Get a Kick Out of You" (Cole Porter)
10. "All at Sea" (Jamie Cullum)
11. "Wind Cries Mary" (Jimi Hendrix)
12. "Lover,You Should Have Come Over" (Jeff Buckley)
13. "It's About Time" (Ben Cullum)
14. "Next Year Baby" (Jamie Cullum)

#### bonuseditie
De bonuseditie bevat behalve de nummers van de gewone editie ook nog de volgende nummers:
1. "Everlasting Love" (Buzz Cason en Mac Gayden)
2. "Frontin'" (Pharrell Williams en Chad Hugo)
3. "Can't We Be Friends" (James Paul Warburg en Kay Swift)
4. "High & Dry (Live from the South Bank Show)" (Radiohead)

### Amerikaanse versie
1. "These Are the Days" (Ben Cullum)
2. "Twentysomething" (Jamie Cullum)
3. "Wind Cries Mary" (Jimi Hendrix)
4. "All at Sea" (Jamie Cullum)
5. "Lover,You Should Have Come Over" (Jeff Buckley)
6. "Singing in the Rain" (Arthur Freed en Nacio Herb Brown)
7. "I Get a Kick Out of You" (Cole Porter)
8. "Blame It on My Youth" (Oscar Levant en Edward Heyman)
9. "High & Dry (Live from the South Bank Show)" (Radiohead)
10. "It's About Time" (Ben Cullum)
11. "But for Now" (Bob Dorough)
12. "I Could Have Danced All Night" (Alan Jay Lerner en Frederick Loewe)
13. "Next Year Baby" (Jamie Cullum)
14. "What a Difference a Day Made" (Stanley Adams en María Grever)
15. "Frontin'" (Pharrell Williams en Chad Hugo)

## Muzikanten
- Jamie Cullum - piano, zang, rhodes, mellot, wurlitzer, hammond b3, accordeon, percussie
- Geoff Gascoyne - elektrische en akoestische bas
- Sebastiaancde Krom - drums
- Francis Fuster - percussie
- Michael Strange - drums
- Alan Barnes - altsaxofoon
- Ben Castle - tenorsaxofoon
- Oren Marshall - tuba
- Mark Nightingale - trombone
- Marin Shaw - trompet, flugelhoorn
- Jamie Talbot - altsaxofoon
- David Daniels - cello
- John Paricelli - gitaar
- Jackie Shane - viool
- Bruce White - viool
- Gavin Wright - viool
- Ben Cullum - zang

## Productie
De producer van Twentysomething is Stewart Levine.